# Acacia anfractuosa
Acacia anfractuosa é uma espécie de leguminosa do gênero Acacia, pertencente à família Fabaceae.